# 付诚
付诚（？—），男，汉族，中华人民共和国政治人物。现任武汉依迅北斗时空技术股份有限公司董事长，中国卫星导航定位协会副会长。第十四届全国政协委员。